# Netopýr parkový
Netopýr parkový (Pipistrellus nathusii) je malý netopýr z čeledi netopýrovitých. Podobá se netopýru hvízdavému (Pipistrellus pipistrellus). Je široce rozšířený po celé Evropě.

## Popis
Délka hlavy a těla je 46 až 55  mm a rozpětí křídel dosahuje 220–250 mm. Předloktí je dlouhé 32 až 40 mm a celkem váží 6 až 15 g. Jeho srst je polotmavé červenohnědé barvy, často s bledými konečky a s světle hnědým spodkem. Srst je delší a méně rovnoměrně zbarvená než u netopýra hvízdavého. Zároveň je od něj větší a má širší křídla. Tvář, uši, křídla a ocas jsou tmavé.

## Rozšíření
Je rozšířen od Západní Evropy východně k Uralu, Turecku a Kavkazu. Je migrujícím druhem, jedinci ze severní a východní oblasti migrují během zimy na jihozápad. Preferované stanoviště jsou parky a lesy, často v blízkosti vody.
Hojně je rozšířen v střední a východní Evropě. Na západě je jeho zimní výskyt vzácnější, ale nedávno byli na více územích objeveny nové kolonie. Na Britských ostrovech, byl v minulosti jeho výskyt považován za vzácný, pouze na pár jedinců např. na ropných plošinách v Severním moři. V současnosti je známo několik výskytů v Británii i v Irsku.
Tento druh je ohrožen ztrátou přirozeného prostředí jako jsou duté stromy a je ohrožen toxickými látkami, kterými se konzervuje dřevo. V několika zemích je chráněným druhem a rozmnožuje se v budkách na hnízdění.

## Potrava a rozmnožování
Loví v časných hodinách, létá rovnou s rychlými a hlubokými údery křídel cca 3 až 15 m nad zemí. Loví malý až středně velký hmyz, zejména komáry.
Rozmnožovací kolonie se nacházejí v dutých stromech, budkách na hnízdění a někdy i v budovách. Páření probíhá od července do časného září. Samci mají ve svém teritoriu harém samic. Na jaře samice rodí jedno až dvě mláďata.

## Echolokace
Používá frekvenci od 36 do 62 kHz s největší energií na 41 kHz as nejdelším trváním 6,9 ms.